# Katastrofa górnicza w Gramoteinie
Katastrofa górnicza w Gramoteinie – katastrofa, do której doszło 25 listopada 2021 roku w kopalni węgla kamiennego Listwiażnaja w Gramoteinie, położonym 90 km od Kemerowa, w Rosji. W wyniku wybuchu metanu, śmierć poniosło 51 osób – 46 górników i 5 ratowników. Jest to najtragiczniejsza katastrofa górnicza, do której doszło w Rosji od czasu katastrofy górniczej w Mieżdurieczensku w 2010 roku, w której zginęło 91 osób.
Kopalnia Listwiażnaja została otwarta w 1956 roku, a jej właścicielem jest SDS-Holding. Jest trzecią pod względem wielkości produkcji i eksportu węgla kopalnią Rosji.
Kilka dni przed katastrofą, wielu górników skarżyło się na wysoki poziom metanu. 10 dni przed katastrofą, w kopalni miał miejsce pożar, który udało się szybko ugasić. 25 listopada o godz. 8:30 na głębokości 250 metrów doszło do eksplozji pyłu węglowego, a następnie pożaru. W momencie eksplozji, w kopalni przebywało 285 górników, z czego 11 zginęło w wyniku eksplozji. Na pomoc ruszyło 11 oddziałów ratowniczych. Wydobyto na powierzchnię 239 górników, wielu podtrutych dymem. Hospitalizacji wymagało 75 górników. Późnym wieczorem potwierdzono zgon pozostałych 35 górników, dotychczas uznawanych za zaginionych. Wszyscy zginęli przez zatrucie tlenkiem węgla. W trakcie akcji ratunkowej, zaginął sześcioosobowy oddział ratowników. Okazało się, że ratownicy zabłądzili w gęstym dymie, a następnie w ich butlach tlenowych skończył się tlen. Z oddziału ocalał tylko jeden ratownik, którego odnaleziono następnego dnia. Łączny bilans ofiar katastrofy to 51 ofiar śmiertelnych i 76 rannych.
Po katastrofie, władze obwodu kemerowskiego ogłosiły trzydniową żałobę.